# لوكاس برونيل
لوكاس برونيل (بالإنجليزية: Lucas Brunelle)‏ هو مصور أمريكي، ولد في 3 أغسطس 1971 في بوسطن في الولايات المتحدة.